# Arctomecon
Arctomecon, biljni rod iz porodice makovki. Postoje tri vrste zimzelenih trajnica iz pustinjskih krajeva Sjeverne Amerike (Arizona, Utah, Nevada, Kalifornija), poglavito u pustinji Mohave.

## Vrste
1. Arctomecon californica Torr. & Frém.
2. Arctomecon humilis Coville
3. Arctomecon merriamii Coville